# Victoria Thérame
Victoria Thérame, née le 3 décembre 1937 à Marseille, est une écrivaine, poétesse et dramaturge française.

## Biographie
Infirmière, chauffeur de taxi et journaliste (Sorcières, Charlie Hebdo, L'Humanité, entre autres), Victoria Thérame se fait connaître du public en 1974 avec Hosto-blues, publié aux éditions des femmes. Le roman jouit d'une accueil critique très favorable et connaît un succès de librairie. En 1982, elle obtient le prix Jean Macé de l'enseignement pour son roman Staboulkash.
Thérame est issue d'une famille que l'on pourrait qualifier de « bourgeoisie populaire ». Son père, immigré italien, ruiné après la mort de son propre père, vient s'installer à Marseille au début des années 1930. Elle est scolarisée dans une école privée « par standing », pour éviter les populations ouvrières de son quartier de résidence plus que par une stratégie de promotion sociale. Elle cesse ses études à l'âge de seize ans avec deux années de retard. Pour s'assurer une stabilité professionnelle et financière, elle entreprend, à l'âge de vingt-trois ans, des études d'infirmière. Simultanément avec la parution de Trans-Viscère-Express, qui relance ses aspirations à la professionnalisation littéraire, elle quitte son métier d'infirmière pour être chauffeur de taxi.

## Œuvres
- Morbidezza, récit, Julliard, 1960.
- Trans-Viscère-Express, poésie, éd. Saint-Germain-des-Près, 1970.
- Hosto-blues, récit, éditions des femmes, 1974.
  - lu par Michèle Moretti, éditions des femmes, coll. « La Bibliothèque des voix », 1980.
  - rééd. éditions de femmes, 2007.
- La Dame au bidule, récit et théâtre, éditions des femmes, 1976.
- Lizzie détective, feuilleton dans Charlie-Hebdo.
- Staboulkash, roman, éditions des femmes, 1981.
- L'Escalier du bonheur, théâtre, éditions des femmes, 1982.
- Bastienne, roman, Flammarion, 1984.
- Le Nageur de l'île noire, nouvelle, éd. Océanes, 1987.
- Journal d'un dragueuse, récit, Ramsay/de Cortanze, 1990.
- Scorpion, yeux bleus, roman, Ramsay/de Cortanze, 1991.
- Kérosène infini, poésie, éd. Lachenal et Ritter, 1995.
- Les cerisiers sont descendus prendre le bus, poésie, éd. Océanes, 1996.
- L'oiseau qui traînait la locomotive, poésie, éd. Librairie Galerie-Racine, 1997.
- Sperm River, roman, Atout éditions, 2002.
- La Semeuse d'amour, Editoo.com, 2003.
- Babette a disparu, théâtre, Editoo.com, 2004.
- Sous les bombes avec Charlotte, récit, éd. Atlantica, 2007.
- Mademoiselle sème l'amour, roman, éd. Wallada, 2011.
- Les doutes du divisionnaire Vallandra, éd. Chèvre-feuille étoilée, 2015.

## Controverses
En septembre 2006, la sociologue Delphine Naudier publie dans la revue Genèses un article consacré au parcours de Victoria Thérame. Cette dernière réclame à la directrice de la revue, Florence Weber, un droit de réponse, estimant que ses propos ont été déformés pour la faire passer pour une arriviste ; le texte est publié en 2008, accompagné d'une présentation qui en minimise la portée. L'affaire devient un cas d'école pour les chercheurs réfléchissant sur l'éthique en sociologie, et la façon dont la parole des sujets étudiés doit être respectée.

Le soutien qu'elle a apporté aux inculpés de l'affaire de Versailles en 1977, détenus à la suite d'« attentats à la pudeur sans violence sur mineurs de [moins de] 15 ans », et défendus par d'autres auteurs comme Gabriel Matzneff, a également rejailli dans les années 2010-2020, par la dénonciation (notamment dans Le Consentement de Vanessa Springora) du climat intellectuel dans les années 1970, qui tolérait certaines pratiques aujourd'hui considérées comme pédocriminelles. La participation de Victoria Thérame à ces initiatives a consisté en la signature d'une pétition adressée à la Commission de révision du code pénal, en partenariat avec plusieurs autres intellectuels, mais aussi en un billet qu'elle a écrit pour Charlie Hebdo en janvier 1977, intitulé "Mœurs" dans lequel elle déclare sur le mode de l'anaphore : 
"Si vous aimez les petites filles et les petits garçons quand ils ont encore le cartable dans le dos, si vous les suivez dans la rue, [...] s'ils viennent dans votre chambre, si vous découvrez les ciels de cuisses tendres et sans duvet, leur trouble et le vôtre, quand ils vous disent «tu» et êtes leur ami-confiance, ami-plénitude, [...] si vous les photographiez pour prolonger la vie, pour la fixer, parce qu'elle est fugitive et trop courte et que vous êtes trop amoureux, allez défendre Bernard Dejager, Jean-Claude Gallien et Jean Burckardt, emprisonnés depuis trois ans, qui passent devant la cour d'assises de Versailles les 27, 28 et 29 janvier à 13 h et risquent cinq à dix ans réclusion criminelle pour amour à enfants."
Elle est aussi l'auteure (dans Charlie Hebdo) de la 4e de couverture de « Les moins de 16 ans ; Les passions schismatiques »[réf. nécessaire] de Matzneff : «
Voici l'archange de l'amour fou ! Il aime les filles, les garçons et le dieu des Russes. Se foutre dans un livre de Matzneff, c'est ouvrir les fenêtres. Il est très "écrivain", et c'est pas à la mode. Qui ose dire : "Moi, l'artiste" ? Matzneff le dit. Matzneff parle de l'art. Les autres disent "l'art est mort", et s'ingénient à le tuer. Matzneff parle des passions. Quand Matzneff a des ennuis avec les Moeurs, personne, chez les cerveaux écrivants, se casse le baldaquin pour le défendre. Matzneff serait-il d'une autre planète ?
Y a de ça. Il porte une grande cape blanche et avance légèrement au-dessus du sol. Les pères ne peuvent pas aimer Matzneff ! Les mères non plus. Ça vole trop haut, Matzneff, c'est pas d'époque ! Ah, les temps sont durs pour les archanges ! Si vous avez des chérubins chez vous, offrez-leur Matzneff.»

### Livre audio
- Hosto-Blues, lu par Michèle Moretti, éditions des femmes, coll. « Bibliothèque des voix », 1980.